# Анатолий Кашпировски
Анатолий Кашпировски (на руски: Анатолий Михайлович Кашпировский) е съветски (украински и руски) хипнотист и руски политик (депутат).
Получава широка известност чрез телевизионни сеанси по психотерапия през 1989 г.

## Биография
Роден на 11 август 1939 г. в Проскурив, Украйна. Баща му, Михаил Яковлевич Кашпировски (1912-1985), е военен, украинец по националност. Майка му, Ядвига Николаевна Хмелницкая (1918-2002), е полякиня.
През 1962 г. завършва Винницкия медицински институт, а после 25 години работи като психотерапевт във Винницката психиатрическа болница. През 1962-1963 г. работи като лекар в медицинския и спортен комплекс на железопътната болница във Виница.
Кандидат на медицинските науки. Бил е лекар-психотерапеват на руския национален отбор по вдигане на тежести. Майстор на спорта на СССР по тежка атлетика.
Избран (1993) за депутат в Държавната дума на Русия. Преселва се в САЩ през 1995 г.

## Лечителска дейност
Провежда няколко сеанса по централната съветска телевизия (първият сеанс е на 9 октомври 1989). По време на тези телемостове демонстрира дистанционно обезболяване на 2 операции на коремната кухина, както и други сензационни демонстрации върху доброволци.
В продължение на три години, от 1990 до 1993 г., в Полша той е водещ на предаването „Телевизионната клиника на д-р Кашпировски“ и е удостоен с полската телевизионна награда „Виктор“ (1990) в категория „Телевизионен водещ на годината“.
През 2005 г. в телевизионното предаване „Нека говорят“ той удря в ухото сексолога Игор Князкин.
През декември 2006 г. провежда „оздравителни“ сеанси в Челябинск. Милицията иззема от него 160 пакета със „заредена“ сол, след като е установено отсъствие на маркировка на пакетите. Прокуратурата го привлича към административна отговорност за незаконна дейност и мошеничество.
По становище на специалисти от Челябинската държавна медицинска академия, методите на хипнотизиране, използвани от Кашпировски, могат да увредят здравето, тъй като не отчитат индивидуалните особености на пациента и противопоказанията . Така например съветва онкологично болни 100 пъти да прослушат касета със запис на неговия глас.
В отговор Кашпировски заплашва, че за необоснованата проверка може дистанционно да предизвика различни изменения в организма на служителите на милицията и на прокуратурата, но няма източници да е осъществил това свое намерение.

## Политическа дейност
През 1993 г. е избран в Държавната дума от Либерално-демократическата партия на Русия в 189-ти Ярославски избирателен район. На 13 януари в Държавната дума е създадена фракция на партията, но Кашпировски по технически причини не влезе в нея, тъй като е в САЩ и не може да предаде заявлението си за участие. На 5 март той обявява оттеглянето си от фракцията (с факс от Америка), като обвинява Жириновски в расизъм и военна пропаганда. Въпреки това, след завръщането си в Русия през април 1994 г. Кашпировски остава във фракцията. Напусна я едва на 1 юли 1995 г.
През 1995 г. по време на терористичния акт в Будьоновск той участва в преговорите между федералните сили и терористите, водени от Шамил Басаев. В интервю за проекта „Мемориал“ Юлий Рибаков казва, че Кашпировски се е опитал да хипнотизира Басаев, но безуспешно. След обаждане до Кашпировски от Сергей Степашин, той напуска сградата на окупираната от терористите болница малко преди да бъде щурмувана от специалните части.